# كيس رو (بيدفوردشير)
كيس رو (بالإنجليزية: Keysoe Row)‏ هي قرية تقع في المملكة المتحدة في شرق انجلترا.